# Cydistomyia philipi
Cydistomyia philipi är en tvåvingeart som beskrevs av Burger 1982. Cydistomyia philipi ingår i släktet Cydistomyia och familjen bromsar.
Artens utbredningsområde är Sri Lanka. Inga underarter finns listade i Catalogue of Life.